# Ludwigshöhe
Ludwigshöhe (4342 m) je nevýrazný vrchol masivu Monte Rosa na hranici Švýcarska a Itálie. Podobně jako Parrotspitze je Ludwigshöhe ledovcovým hřebenem vedoucím z východu na západ. Vzhledem k nevelkému převýšení nad okolní ledovcovou plání nebývá Ludwigshöhe cílem samostatných výprav, často je ale vrchol využíván jako zpestření cest na blízké výraznější vrcholy.
Prvovýstup byl proveden 25. srpna 1822 Ludwigem von Weldenem, rakouským vojenskýnm topografem, podle něhož je hora pojmenována.

## Výstupové trasy
Obvyklá výstupová trasa vede ze západu po hřebeni, směrem od sedla Lysjoch, které je nejlépe přístupné z chat Rifugio Gnifetti a Capanna Regina Margherita. Možný je též výstup severní stěnou (led ~45°, převýšení kolem 60 m). Je také popsána cesta z východu z údolí Valsesia, která vede 600 m vysokou strmou skalní stěnou z bivaku Capanna Fratelli Gugliermina, obtížnost IV-V.